# Orobanche oxyloba
Orobanche oxyloba (Reut.) Beck (Syn.: Phelipanche oxyloba (Reut.) Soják) ist eine Pflanzenart aus der Gattung der Sommerwurzen (Orobanche) in der Familie der Sommerwurzgewächse (Orobanchaceae).

## Beschreibung
Orobanche oxyloba ist eine parasitisch lebende Pflanze, deren Stängel 12 bis 30 cm hoch und 0,2 bis 0,5 cm dick werden. Am Grund sind sie kaum angeschwollen, sie können einfach oder verzweigt sein und sind drüsig-flaumig behaart. Die Laubblätter sind 5 bis 15 mm lang und eiförmig-lanzettlich.
Die lockeren bis dichten Blütenstände sind 10 bis 15 cm lang und etwa 3 cm breit und drüsig behaart. Die Tragblätter sind 6 bis 9 mm lang und eiförmig-lanzettlich, die Vorblätter sind linealisch-pfriemenförmig und kürzer als der Kelch. Die unteren Blüten sind kurz gestielt. Der Kelch ist 7 bis 9 mm lang; die dreieckig-pfriemenförmigen Kelchzähne sind etwa genauso lang wie die Kelchröhre. Die Krone ist 15 bis 20 mm lang, drüsig-kurzflaumig behaart, am Grund fast aufrecht, gegen die Spitze aufrecht-abstehend bis abstehend und schmal glockenförmig. An der Basis ist sie weiß gefärbt, gegen die Spitze lila. Die Zipfel der Unterlippe sind eiförmig, spitz, gekerbt oder fast ganzrandig. Die kahlen oder im oberen Teil spärlich behaarten Staubfäden setzen etwa 6 mm oberhalb der Basis der Krone an. Die Staubbeutel sind kahl oder am Grund behaart. Die  Narbe ist weiß oder blass blau.
Die Frucht ist eine Kapsel mit einer Länge von 7 mm.

## Vorkommen und Standorte
Die Art ist in Europa auf der Balkanhalbinsel und der Krim, im Kuakasusraum, in Zypern, in der Türkei, im Iran und darüber hinaus bis Pakistan verbreitet. Sie parasitiert an Anthemis chia und anderen krautigen Pflanzen.